# 雷射加熱平台成長

雷射浮區法設備示意圖

雷射加熱平台成長（Laser-heated pedestal growth，縮寫簡稱LHPG）或雷射浮區法（laser floating zone，縮寫簡稱LFZ）)是一種晶體成長技術。 
該技術可以被視為一種精簡版的區域熔煉，只不過熱源改成了功率強大的二氧化碳雷射或者釔鋁石榴石雷射。
在現代眾多液體/固體相變化的晶體成長技術中，雷射加熱平台成長已成為材料科學研究中的重要技術。 雷射加熱平台成長技術具有兩大優勢，其一為高拉取速率（高達傳統柴氏拉晶法的60倍快），其二為可以生長熔點較高的材料。 除此之外，雷射加熱平台成長不需要用到坩堝，意味著該技術可以成長幾乎不受雜質及應力影響的單晶。

## 優點
雷射浮區法可以成長線形幾何形狀、小半徑、成本較低的晶體，因此這種技術可以用來生長單晶纖維（single-crystal fibers，簡稱SCF）。雷射加熱平台成長技術生產的單晶纖維可以用來取代許多裝置（如迷你雷射等）中用到的塊材纖維，尤其是那些需要高熔點材料的應用。 然而，單晶纖維的機械性質與光學性質也要比塊材纖維得這些性質來得優越或至少持平，這種取代才有意義。也就是說，能否嚴格控管單晶纖維各種晶體成長的條件就非常重要。

## 光學元件
直到1980年，雷射加熱平台成長只用兩道雷射光束聚焦在待熔的材料上。 只用兩道雷射加熱的後果就是熔融區產生了極大的輻射熱梯度，導致整個加熱過程不穩定。就算把雷射光束加到四道，雖能改善情況，但還是不能解決不穩定的難題。 後來，Fejer等人對雷射加熱平台成長技術做出了一項突破性的改良。  他們結合了一種稱為"reflaxicon"的特殊光學元件，"reflaxicon"的構造由兩同軸錐面反射鏡所組成，一內一外將入射雷射光散成無數道往不同方向的反射光。這些反射光經其它面鏡反射後，最後落在晶體的柱體表面上。 有了reflaxicon這項光學元件後，反射光雨露均沾地為柱體表面提供熱量，進而使輻射熱梯度減少了。在這項技術中，軸溫度梯度可高達10000 °C/cm，相較於傳統晶體成長技術的10–100 °C/cm明顯高出不少。

## 對流速率
雷射浮區法另一項有趣的特色是，因為馬倫哥尼效應的關係，所以有著速率極高的對流在熔融的液相中進行。 參考文獻中連結的影片紀錄把一條極為細小的鉑線伸進正被雷射光加熱的液相鈮酸鋰中，鉑線快速地轉動（影片0:40秒後鉑線看似不動，其實仍還在以高速繞其轉軸旋轉），足見液相鈮酸鋰中對流之劇烈。